# اچ‌ام‌اس لیورپول (۱۸۶۰)
اچ‌ام‌اس لیورپول (۱۸۶۰) (به انگلیسی: HMS Liverpool (1860)) یک کشتی بود که طول آن ۲۸۵ فوت (۸۶٫۹ متر) بود. این کشتی در سال ۱۸۶۰ ساخته شد.